# Northallerton
Northallerton är en stad och en civil parish i kommunen North Yorkshire i grevskapet North Yorkshire, England. Orten har 9 690 invånare (2001).
Northallerton är administrativ huvudort för kommunen North Yorkshire.